# スプリッターベーン
スプリッターベーンとは、航空機に発生する境界層を、ジェットエンジンのエアインテークから吸い込まないようにするために設けられた遮蔽版・フィルターである。

## 概要
航空機の機体表面には、境界層と呼ばれるごく薄い空気の層が流れており、通常の空気とともにエンジンに吸い込んでしまうと、機体速度が高速であるほどエンジンの効率が下がり性能低下を引き起こす。これを防ぐために設けられたのがスプリッターベーンで、エアインテーク前方の機体面もしくは固定したプレートに多数の細かい穴を設け、その穴から境界層気流を吸い込むことで境界層を整流し直接の侵入を防止している。
なお、境界層を吸い込むことはバズという振動を発生させる原因となるため、通常ベーンと機体との間には隙間が設けられている。F-4戦闘機においては衝撃波の緩和機能が持たされている。